# 語尾音消失
語尾音消失（ごびおんしょうしつ、apocope）または語末音消失（ごまつおんしょうしつ）とは、語の最後にくる1つ、あるいはそれ以上の音の脱落のこと。apocopeの語源はギリシャ語のapo-（〜からなくなる）+koptein（切ること）から派生したapokoptein（取り去る）。
歴史的音声学では、「apocope」は強勢（アクセント）のない母音の脱落を指すことが多い。（語尾母音消失または語末母音消失）

## 例

### 強勢のない語尾母音（と鼻音）の脱落
- 俗ラテン語 panem > スペイン語 pan（パン）
- 俗ラテン語 lupum > フランス語 loup（オオカミ）
- ラテン語 stratam > 英語 street（通り）

### その他の脱落
- ラテン語 illud > スペイン語 ello（それ）

## 格素性
エストニア語とサーミ語で見られる現象は、語尾音消失が文法上の格の形式を説明する。たとえば、主格では最後の母音に語尾音消失が起こるが、属格では起こらない。その代わりに属格素性は語尾音消失を起こす。「linn」（都市）と「linna」（都市の）はそれぞれ歴史的に「linna」「linnan」から派生したものである。

## 文法法則
いくつかの言語は語尾音消失を強制的な形式として内在化している。たとえばスペイン語では、名詞の前にくる形容詞の多くは、男性単数名詞の前に置かれる時、最後の母音が脱落する。たとえば「grande（大きい）」は「gran」になる（grande aventura（大冒険） > gran aventura）

## 詩の技法
- ドイツ語 ich gebe > 詩 ich geb（私は与える）

## くだけたスピーチ
くだけた形の省略も語尾音消失と見なすことができる。
- 英語 photograph > photo（写真）
- フランス語 réactionnaire > réac（反動的な）
- 英語 animation > 日本語 アニメーション > アニメ
- 英語 synchronization > sync（同調）
- 英語 Alexander > Alex - 他の縮小辞も同様。

英語における類似した語尾音消失については、List of English apocopationsを参照のこと。
こうしたプロセスは言語学的には「切除（truncation）」と呼ばれるプロセスに包含される。